# 日本ファッション・エディターズ・クラブ
日本ファッション・エディターズ・クラブ（Fashion Editors' Club of Japan, FEC）は、日本のファッション関係の雑誌、新聞、放送といったメディアの編集者・ジャーナリストが中心になって組織された団体。
1952年に発足された。
創設時のメンバーは『装苑』の今井田勲、『婦人画報』の熊井戸立雄、日本織物出版（現：日本ヴォーグ社）の瀬戸忠信、『暮しの手帖』の花森安治、『それいゆ』の中原淳一など。
年に1回、日本のファッション界に貢献した人に対して贈る日本ファッション・エディターズ・クラブ賞（FEC賞）を1957年から開始している。

## 関連文献
- 『日本ファッション・エディターズ・クラブ30年の大いなる歩み : 1952-1982』日本ファッション・エディターズ・クラブ事務局、1982年、全国書誌番号:84003981